# Fundación Germán Sánchez Ruipérez
La Fundación Germán Sánchez Ruipérez es una institución española sin fines de lucro constituida en 1981 y reconocida por el Ministerio de Cultura. Su objetivo general es la creación, fomento y desarrollo de todo tipo de actividades culturales y, muy en especial, del libro y la lectura.

## Descripción

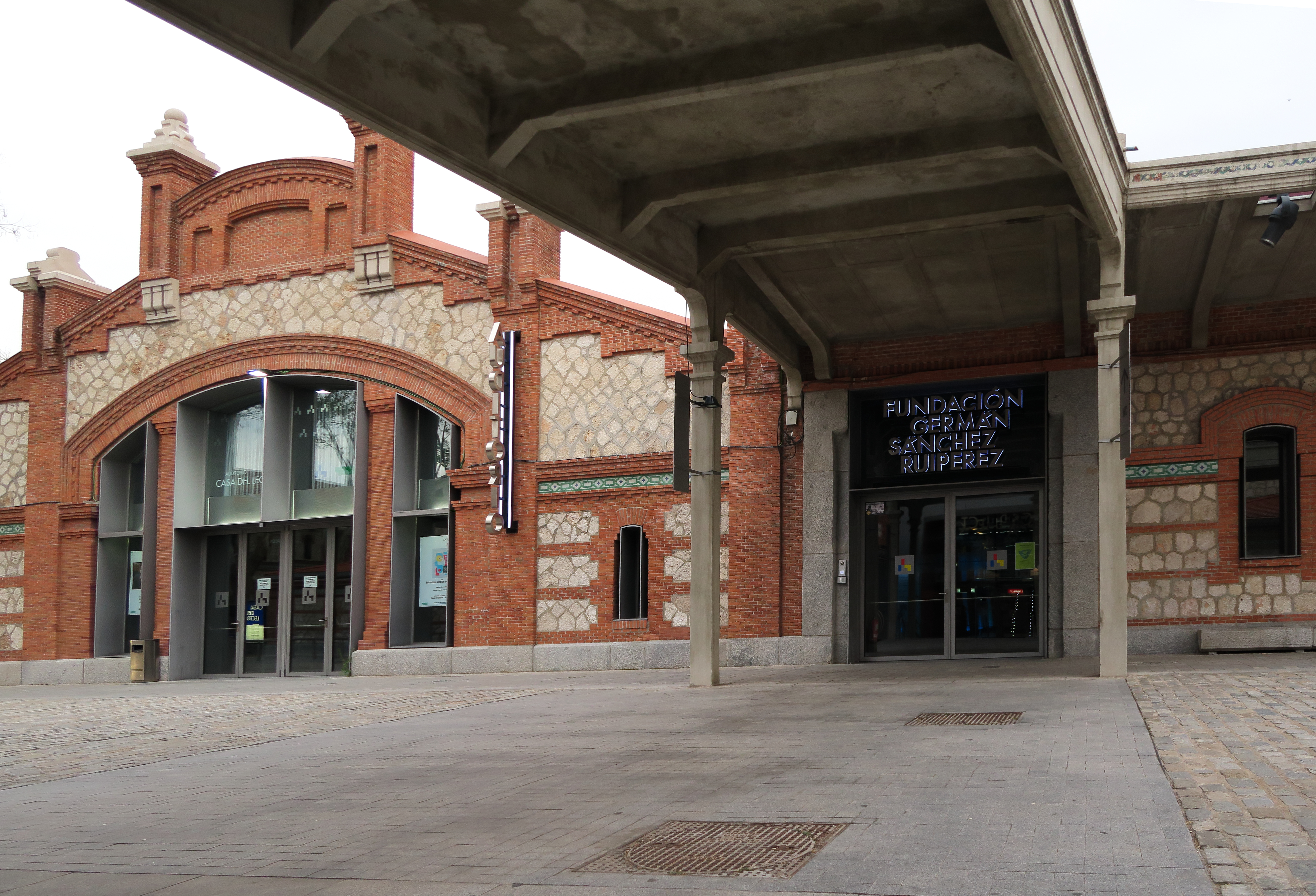
Fundación Germán Sánchez Ruipérez en Matadero Madrid

La fundación es una entidad privada que financia su actividad gracias a la aportación privada del legado patrimonial del editor Germán Sánchez Ruipérez. Ha desarrollado sus programas a través de tres sedes: 
- La Casa del Lector, en Madrid, inaugurada el 17 de octubre de 2012.[1]
- El Centro Internacional del Libro Infantil y Juvenil, en Salamanca, especializado en el fomento de la lectura y en la valoración y la información sobre la literatura infantil y juvenil, posee un complejo bibliotecario único abierto al público y un centro de documentación. Inaugurado en 1985 y cerrado en 2013.[2]
- En Peñaranda de Bracamonte (Salamanca) se encuentran el Centro de Desarrollo Sociocultural, inaugurado en 1989, que gestiona servicios bibliotecarios y culturales públicos, y el Centro Internacional de Tecnologías Avanzadas para el Medio Rural (CITA), inaugurado en 2006, que trabaja en el campo de las tecnologías en el ámbito educativo.

## Historia
Durante años, la fundación desarrolló su actividad principal en Salamanca, con proyección nacional e internacional a través de sus actividades y publicaciones. En 1989, amplió su ámbito de acción a Peñaranda de Bracamonte, lugar de origen del fundador, creando el Centro de Desarrollo Sociocultural. En 2006, puso en marcha el Centro Internacional de Tecnologías Avanzadas para el Medio Rural (CITA) en Peñaranda, financiado por fondos europeos, aumentando los proyectos relacionados con los nuevos medios, el libro electrónico y la lectura digital.
En 2012, la fundación inició un cambio significativo con la apertura de La Casa del Lector en Madrid, un centro innovador dirigido por César Antonio de Molina. El centro se inauguró en octubre de 2012, con notable atención mediática y la presencia de altas representaciones institucionales. Ese mismo año, se redefinieron los objetivos del Centro de Desarrollo Sociocultural de Peñaranda de Bracamonte, con proyectos como Territorio eBook, Nubeteca y Conexiones improbables.
En 2013, la sede de la fundación en Salamanca, que albergaba el Centro Internacional del Libro Infantil y Juvenil, cerró después de 28 años desde que fue inaugurado en 1985 y despidió a 25 trabajadores. Ese mismo año, se lanzó Canal Lector, una web de recomendación de libros infantiles y juveniles en español, con recursos para profesionales que trabajan con jóvenes lectores.
En 2017, el escritor y gestor cultural César Antonio Molina dejó la dirección de la Casa del Lector después de cinco años debido a problemas económicos del centro y un cambio en su modelo y estructura, y ocupó su puesto Luis González, director general de la fundación.